# Eugène Cools
Eugène Cools, född 27 mars 1877, död 5 augusti 1936, var en fransk kompositör. 